# Le Pop
Le Pop är debutalbumet av den norska musikgruppen Katzenjammer. Albumet gavs ut 29 september 2008 genom Propeller Recordings. Det uppnådde nionde placering på norska albumlistan och fick även en nominering vid Spellemannprisen i kategorin Årets bästa debutalbum. På albumet utmärker kvartetten sin energifyllda om än svårkategoriserade stil med ett dussintal olika instrument, bland annat banjo, dragspel, piano, balalajkabas och mandolin. Stilen torde gå att ringa in som en sorts blandning av pop, rock, folk och kabaré med inslag av balkansk musik.
Fyra av låtarna–"Play My Darling, Play", "A Bar in Amsterdam", "Demon Kitty Rag" och "Tea with Cinnamon"–har släppts som singlar, dock utan några listframgångar. 2010 släpptes en nyutgåva (Revised version) av Nettwerk innehållande låten "Demon Kitty Rag".

## Mottagande
Skivan möttes mestadels av positiv kritik. Adrien Begrand från PopMatters gav Le Pop betyget 8 av 10 och menade att låtarna var mycket lätta att komma ihåg. I en annan recension för PopMatters kallade Mike Schiller Le Pop för ett "suveränt album" samt att albumet får lyssnaren att sjunga med eftersom låtarna är "fängslande och tilltalande". I en recension för The Washington Post skrev Catherine P. Lewis att albumet "aldrig får brist på energi" och kallade det för en "charmerande udda samling av låtar". Dock påpekade hon även gruppens "frodighet stundvis trycker på gränsen till okontrollerat kaos". Allmusic-skribenten J. Poet gav albumet betyget 4/5 av 5 med komplimanger över medlemmarnas amerikansk-låtande sångröster och menade att det inte finns med en enda svag låt på albumet.

## Låtlista
Låtarna skrivna av Mats Rybø och arrangerade av Katzenjammer. "Demon Kitty Rag" endast tillgänglig på nyutgåvan.
1. "Overture" – 1:04
2. "A Bar in Amsterdam" – 2:58
3. "Demon Kitty Rag" – 4:30
4. "Tea with Cinnamon" – 4:22
5. "Hey Ho on the Devil's Back" – 3:50
6. "Virginia Clemm" – 4:13
7. "Le Pop" – 2:42
8. "Der Kapitän" – 2:41
9. "Wading in Deeper" – 3:59
10. "Play My Darling, Play" – 3:46
11. "To the Sea" – 2:22
12. "Mother Superior" – 4:07
13. "Ain't No Thang" (Bonus) – 4:23

## Listplaceringar
| Listor (2009)            | Högsta placering |
| ------------------------ | ---------------- |
| Norska albumlistan       | 9                |
| Nederländska albumlistan | 86               |

## Medverkande
Katzenjammer
- Anne Marit Bergheim – sång, akustisk gitarr, piano, orgel, dragspel, banjo, mandolin, mellotron, domra, flaska
- Solveig Heilo – sång, gitarr, balalajkabas, trummor, slagverk, spikpiano, dragspel, domra, trumpet, tuba, cittra, klockspel, harmonium, speldosa, tvättbräda, ljudtekniker, skivomslag
- Turid Jørgensen – sång, balalajkabas, trummor, piano, dragspel, banjo, mandolin, theremin, papplåda
- Marianne Sveen – sång, balalajkabas, trummor, slagverk, piano, spikpiano, orgel, dragspel, banjo, ukulele, flaska

| Ytterligare musiker - Silje Katrine Gotaas – cello - Gunnhild Mathea – fiol - Odd Norstaoga – dragspel - Gjertrud Økland – trumpet, fiol - Jørgen Sandvik – sitar, banjo - Kåre Chr. Vestrheim – spikpiano, orgel, mellotron | Produktion - Sophie Etchart – fotografi - Hans Petter Gundersen – producent - Mike Hartung – producent, ljudtekniker, mastering - Kaja Heilo – skivomslag, fotografi - Per Olav Heimstad – skivomslag, fotografi - Sandrine Pagnoux – skivomslag - Hasse Rosbach – medproducent, assisterande ljudtekniker - Kåre Chr. Vestrheim – producent, ljudtekniker |

Information från Allmusic.